# Поклонник (фильм, 1999)
«Поклонник» — российский художественный кинофильм-триллер Николая Лебедева, выпущенный в 1999 году.

## Сюжет
Отец 13-летней Лены (Марина Черепухина) Олег (Сергей Гармаш) разводится с женой Александрой (Елена Сафонова) и уходит к своей любовнице Марине (Мария Порошина), а Лена остаётся жить с мамой. Желая показать, что они прекрасно живут и вдвоём, и доказать взрослым свою самостоятельность, Лена устраивается работать на почту разносчицей вечерних газет на полставки, пустив в ход свою изобретательность и обаяние.
В почтовом отделении тем временем только и говорят, что о  серийном убийце, который держит в страхе почти весь город. Его жертвами становятся в основном молодые девушки, которых он душит, а потом вырезает им органы. Буквально в первый же день работы поздно вечером некий незнакомец (Андрей Андреев) в плаще-пальто и шляпе, лица которого она не успела разглядеть, защищает Лену от хулиганов и на прощание даёт ей горсть жвачки. У Лены просыпается к нему симпатия, и когда на почте взрослые рассуждают о том, каким должен быть настоящий мужчина, Лена перечисляет все приметы этого незнакомца: пальто, шляпа, жвачка и сигарета (незнакомец закуривал перед Леной сигарету). Спустя какое-то время с ней происходит странный инцидент: во время очередной вечерней разноски некто нападает на неё и отнимает сумку с газетами. Лена уверена, что это тот самый пресловутый маньяк. Однако, на следующий же день поздно вечером она видит, как кто-то оставляет рядом с почтой её сумку, а в самой сумке находит кучу жвачки. У Лены зарождается мысль, что маньяк и тот таинственный незнакомец — один и тот же человек, хотя симпатия Лены к нему от этого не уменьшается. Подруга Лены Ира предлагает испытать этого поклонника на преданность, заставив его купить ей ролики. В тот же день некто звонит Лене домой, но ничего не говорит и молчит в трубку. Лена уверена, что это её поклонник и просит его не пугать её так больше, как тогда с сумкой, и заодно просит узнать, сколько стоят ролики. На следующий день, забирая газеты из опорного ящика, Лена находит там ролики.
Отношения с этим странным поклонником, готовым выполнить все её указания, начинают казаться Лене увлекательной игрой. Спустя какое-то время к Лене домой приходит Марина и просит девочку не сердиться на отца, потому что он очень за неё переживает, но Лена не сдерживается (особенно после того, как до этого выяснилось, что отец по финансовым обстоятельствам не может платить алименты) и выплёскивает на неё всю ярость. Когда та уходит, Лена обнаруживает, что таинственный поклонник был свидетелем их разговора, а на следующий день выясняется, что Марина в больнице в искалеченном состоянии. Лена понимает, кто избил Марину, и ещё больше восхищается этим маньяком-поклонником. Однако ей хочется, чтобы он ей открылся, чего поклонник делать не собирается и в какой-то момент Лена по телефону заявляет, что ненавидит его, а найденный в опорном ящике красивый платок отшвыривает в сторону. Но она ещё не знает, что поклоннику очень не нравится, когда его бросают, и поэтому опасность угрожает не только её друзьям, но и ей самой в первую очередь.

## В ролях
- Марина Черепухина — Лена
- Елена Сафонова — Александра Михайловна, мать Лены
- Сергей Гармаш — Олег Викторович, отец Лены
- Нина Усатова — Ирина Сергеевна
- Борис Щербаков — следователь
- Антон Колесников — Толик
- Светлана Тома — «англичанка»
- Михаил Крылов — Серёженька
- Мария Порошина — Марина
- Нина Гребешкова — лжебабушка
- Константин Хабенский — Стас
- Александра Гладкова — Ира
- Михаил Дорожкин — Игорь
- Светлана Суховей — мама Толика
- Екатерина Дурова — Раиса, почтальон
- Марина Голуб — Валентина, почтальон
- Наталья Щукина — Юля, почтальон
- Любовь Румянцева — адвокат

## Награды
- Приз кинофестиваля «Киношок» в 1999 году.
- Приз жюри дистрибьюторов режиссёру Н. Лебедеву — «за высокое профессиональное мастерство и потенциальные зрительские возможности» (Киношок-1999).
- Приз актрисе М. Черепухиной за лучшее исполнение главной женской роли (Киношок-1999).
- Приз актрисе Е. Сафоновой за лучшее исполнение второплановой женской роли (Орленок-2000).
- Номинация Киноакадемии «Ника» — за лучшее исполнение второплановой женской роли (Е. Сафонова)